# Adichanallur
Adichanallur es un yacimiento arqueológico del distrito de Thoothukudi, en Tamil Nadu India, que ha sido escenario de varios hallazgos arqueológicos considerados como muy importantes.
Korkai, la capital del antiguo reino Pandyan, se encuentra a unos 15 km de Adichanallur. La datación por carbono de muestras excavadas en 2004 en el yacimiento de Adichanallur ha revelado que pertenecían al período comprendido entre el 1000 y el 600 a. C. En 2005, se desenterraron unas 169 urnas de arcilla con esqueletos humanos que datan de al menos 3.800 años. En 2018, una investigación sobre restos de metal de cobre fue datada en la Universidad de Manipur en el 1500 a. C. (+ o - 700 años). Pero el método de datación no fue aceptado como exacto y se hace hincapié en la datación por radiocarbono de los restos para resolver la cuestión y reducir el margen de error en la datación por termocronometría de luminiscencia estimulada ópticamente.
Los megalitos de la India peninsular, generalmente están asociados con el hierro y los megalitos de Adichanallur se han datado por radiocarbono 14 en el siglo XII a. C.

## Excavaciones actuales
En 2004, se encontraron varios esqueletos enterrados en urnas de barro. Algunas de estas urnas contenían inscripciones en tamili (tamil-brahmi). El 18 de marzo de 2019, se obtuvo el informe de las muestras de artefactos enviadas a Beta Analytic Testing Laboratory, en Estados Unidos, para la datación por carbono. Los resultados se presentaron al Madurai Bench del Tribunal Superior de Madrás el 4 de abril de 2019. Su datación ha revelado que pertenecían al periodo comprendido entre el 905 y el 696 a. C. Un comité de expertos observó que esto demostraba que Adichanallur era uno de los yacimientos más antiguos de Tamil Nadu y expresó su descontento por el hecho de que los artefactos, excavados por primera vez en 2004-2006 bajo la supervisión del entonces arqueólogo superintendente T. Satyamurthy, no se enviaran anteriormente para su datación por carbono. Anteriormente, se había ordenado que se vallara todo el yacimiento.

## Excavaciones históricas

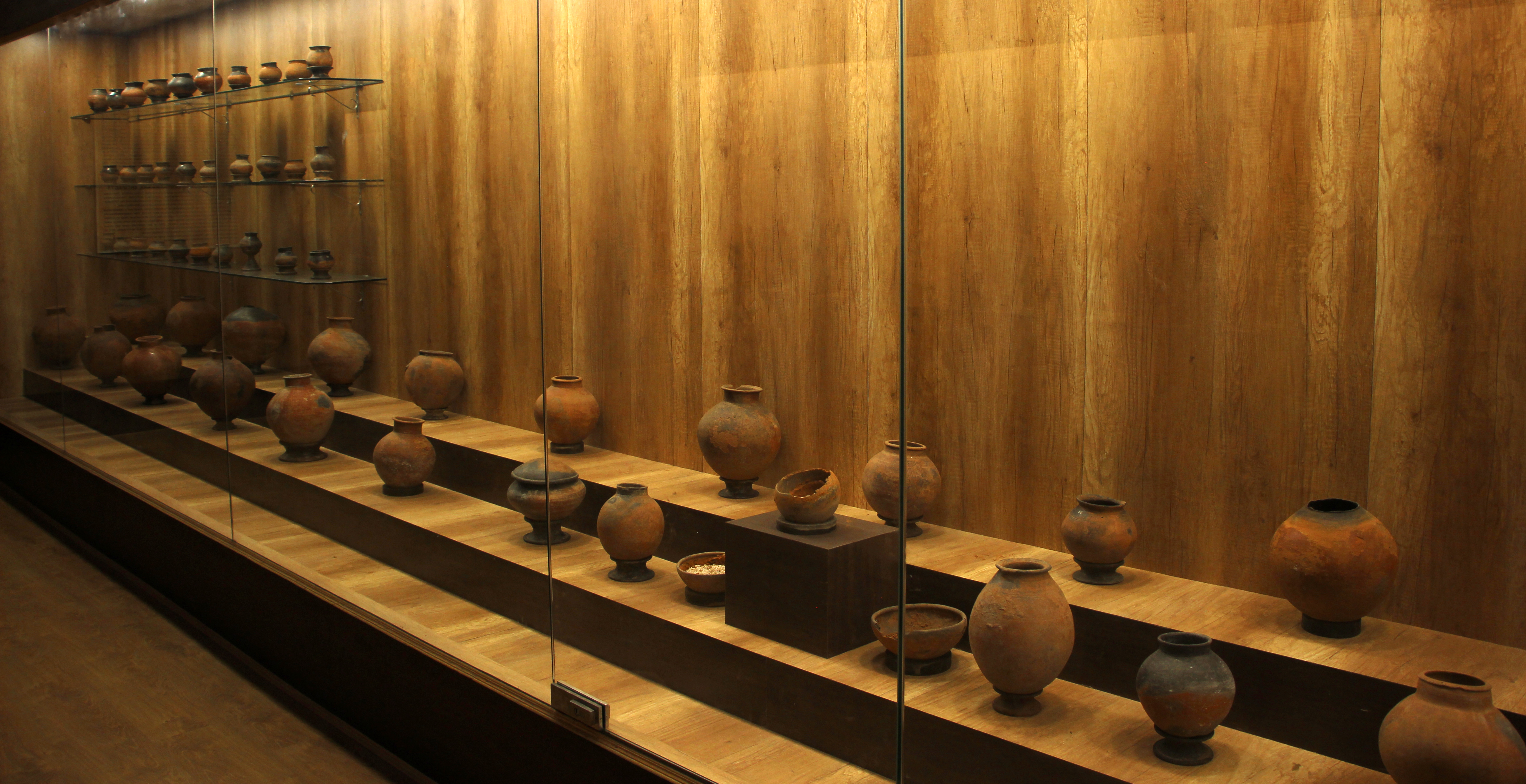
Hallazgos de Adichanallur. Museo del Gobierno, Chennai.

Adichanallur llamó la atención por primera vez en el año 1876, cuando cuando se empezó a excavar el yacimiento. Se empezó por el lateral de un montículo, descubriéndose muchas vasijas de barro de calidad superior a las que se vendían en los bazares de finales del siglo XIX. También se encontraron utensilios de barro cocido, varias armas y utensilios de hierro (principalmente cuchillos, hojas de espadas cortas y hachas), además de un gran número de huesos y cráneos.
Alexander Rea, antiguo superintendente del Estudio Arqueológico del Círculo Meridional de la India, señaló que todos estos artefactos fueron llevados por el etnólogo alemán Dr. Jagor, que había participado en las primeras excavaciones, para el Berlin Museum für Völkerkunde, actualmente denominado Museo Etnológico de Berlín. El propio Rea había realizado una investigación detallada de los yacimientos durante el periodo comprendido entre 1899 y 1905, cuando pudo encontrar un gran número de artefactos similares a los del Dr. Jagor.
Todos los artefactos que Rea encontró fueron rápidamente catalogados y documentados en su libro de 1915 titulado Catalog of the Prehistoric Antiquities from Adichanallur and Perambair. Es sorprendente observar que, aunque el catálogo contenía grandes cantidades de objetos de bronce, hierro, oro y barro, las excavaciones actuales sólo han encontrado objetos de tierra. Todos los artefactos de Rea se encuentran supuestamente en India.

## Museo en el yacimiento
El 5 de agosto de 2023, la ministra de Finanzas de la Unión, Nirmala Sitharaman, colocó la primera piedra de un museo en Adichanallur. Una vez terminado, será uno de los primeros museos que se encuentren in situ de la India.